# 大泉寺 (長野県木曽町)
大泉寺（だいせんじ）は 長野県木曽郡木曽町にある臨済宗妙心寺派の寺院。山号は神護山。本尊は聖観世音菩薩。木曾西国三十三観音霊場十五番。

## 歴史
天正6年（1578年）に大泉庵として創建とされるが、正式な創建の年月日や、開山・開基は不詳である。
木曽福島の長福寺の末寺である。
寛政元年（1789年）、楚龍によって再建された。
木曾御嶽山中興阿闍梨の覚明の菩提所である。

## 境内
境内の坪数は、290坪である。

## 本堂
本堂は庫裏を合わせて一棟で、間口は十四間、奥行は六間の板屋である。

### 観音堂
由緒は不詳。本尊は十一面観音菩薩である。堂は板屋造りで、間口は三間、奥行は二間三尺。
明治24年(1891年）に観音堂が再建された。

### 覚明行者の供養塔
天保9年（1838年）に黒沢の講中によって建てられた供養塔で、数多く建立された覚明行者の碑の中では最も古いものである。

## 文化財
- 石造六地蔵幢
- 円空仏（木造韋駄天立像）